# شعب سلمان (المخادر)

تعديل مصدري - تعديل

شعب سلمان محلة تابعة لقرية ظهر الحمار، التابعة لعزلة السحول بمديرية المخادر إحدى مديريات محافظة إب في الجمهورية اليمنية، بلغ تعداد سكانها 75 حسب تعداد اليمن لعام 2004.